# Rubble Pile
Rubble Pile (englisch für Schutthaufen) ist in der Planetologie eine informelle Bezeichnung für einen Asteroiden, der aus zahlreichen kleineren „Brocken“ besteht und nur durch die Gravitation lose zusammengehalten wird (in Gegensatz zum Monolithen).
Vermutlich machen rubble piles einen erheblichen Anteil der Asteroiden aus, wobei ein Nachweis noch aussteht. Dies hätte erhebliche Auswirkungen auf die möglicherweise nötige Ablenkung eines Asteroiden auf Kollisionskurs mit der Erde. Außerdem hätte es erhebliche Auswirkungen auf die Charakteristik einer Kollision, da ein solcher Geröllhaufen zu einer Häufung von Explosionen kleiner Körper in der Erdatmosphäre führen kann, im Gegensatz zum Durchschlagen der Atmosphäre durch einen Monolithen mit anschließendem Einschlag in der Erde bzw. im Ozean.

## Eigenschaften
- Wegen der Hohlräume zwischen seinen Bestandteilen sollte ein rubble pile eine relativ niedrige Dichte aufweisen (siehe Rohdichte und Reindichte).
  - Zahlreiche Asteroiden sind erheblich weniger dicht als Meteoriten (die wahrscheinlich Bruchstücke von Asteroiden sind und im Regelfall 3 bis 5 g/cm³ aufweisen) und sind daher wahrscheinlich rubble piles, z. B. Eugenia (1,12 g/cm³) und Mathilde (1,3 g/cm³). Sie sind damit nur unwesentlich dichter als Wasser (1 g/cm³).
  - Einige kleine Monde haben sogar eine Dichte, die geringer ist als die von Wasser, etwa die Saturnmonde Pandora (0,49 g/cm³) und Helene (0,5 g/cm³).
  - Andere Asteroiden hingegen können aufgrund ihrer relativ hohen Dichte keine größeren Hohlräume haben, z. B. Vesta (3,7 g/cm³) oder Pallas (3,28 g/cm³), und somit keine rubble piles sein.
- Ein rubble pile kann nicht beliebig schnell um die eigene Achse rotieren, da ab einer bestimmten Grenzgeschwindigkeit die Zentrifugalkraft stärker wird als die Gravitation und den Körper auseinanderreißt. Dies sollte für Rotationsdauern geringer als ca. 2,2 Stunden der Fall sein.
  - Tatsächlich rotieren nur wenige Asteroiden schneller. Sie sind mit unter ca. 150 m Durchmesser sehr klein.
  - Die bekannten Rotationsgeschwindigkeiten aller anderen Asteroiden sind niedriger als die o. a. Grenzgeschwindigkeit. Dies gilt als starkes Indiz dafür, dass viele, wenn nicht gar die meisten Asteroiden rubble piles sind.